# Dorothea von Sachsen (1591–1617)

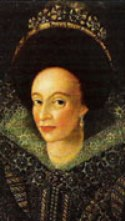
Dorothea von Sachsen, Fürstäbtissin von Quedlinburg

Dorothea von Sachsen (* 7. Januar 1591 in Dresden; † 17. November 1617 ebenda) war  Äbtissin des reichsunmittelbaren und freiweltlichen Stifts Quedlinburg.

## Leben
Dorothea war die jüngste Tochter des Kurfürsten Christian I. von Sachsen (1560–1591) und dessen Gemahlin Sophie (1568–1622), Tochter des Kurfürsten Johann Georg von Brandenburg. Ihre Taufe fand erstmals ohne den üblichen Exorzismus statt und stellte damit eine bedeutende innerkirchliche und innenpolitische Maßnahme in der Politik ihres Vaters dar.
Dorothea wurde am 18. April 1610 zur Äbtissin von Quedlinburg gewählt. Vogt und Schutzherr des Stifts war zu jener Zeit Dorotheas Bruder Christian II., Kurfürst von Sachsen. Am 19. Juli desselben Jahres wurde sie durch Kaiser Rudolf II. im Amt bestätigt.
Ihre relativ kurze Amtszeit verlief ruhig. Sie billigte der Stadt Quedlinburg einige Rechte zu und verbesserte das Einkommen von Predigern und Lehrern. Im ehemaligen Augustinerkloster richtete sie 1615 eine Münze ein und machte von ihrem Münzregal Gebrauch.
Während eines Besuches bei ihren Brüdern in Dresden, aus Anlass des Reformationsjubiläums 1617, erkrankte Dorothea schwer und starb überraschend erst 26-jährig. Bestattet wurde sie in Freiberg. Da Dorothea keine Koadjutorin ernannt hatte, oblag dem Kapitel die Wahl ihrer Nachfolgerin.

## Vorfahren
| Ahnentafel Dorothea von Sachsen | Ahnentafel Dorothea von Sachsen                                                         | Ahnentafel Dorothea von Sachsen                                                         | Ahnentafel Dorothea von Sachsen                                                         | Ahnentafel Dorothea von Sachsen                                                                               | Ahnentafel Dorothea von Sachsen                                                                     | Ahnentafel Dorothea von Sachsen                                                                     | Ahnentafel Dorothea von Sachsen                                                                     | Ahnentafel Dorothea von Sachsen                                                                     |
| ------------------------------- | --------------------------------------------------------------------------------------- | --------------------------------------------------------------------------------------- | --------------------------------------------------------------------------------------- | --- | --------------------------------------------------------------------------------------------------- | --------------------------------------------------------------------------------------------------- | --------------------------------------------------------------------------------------------------- | --------------------------------------------------------------------------------------------------- |
| Ururgroßeltern                  | Herzog Albrecht der Beherzte (1443–1500) ⚭ 1464 Sidonie von Böhmen (1449–1510)          | Herzog Magnus II. (1441–1503) ⚭ 1478 Sophie von Pommern (1460–1504)                     | König Friedrich I. (1471–1533) ⚭ 1502 Anna von Brandenburg (1487–1514)                  | Herzog Magnus I. von Sachsen-Lauenburg (1470–1543) ⚭ 1509 Katharina von Braunschweig-Wolfenbüttel (1488–1563) | Kurfürst Joachim I. (1484–1535) ⚭ 1502 Elisabeth von Brandenburg (1485–1555)                        | Herzog Georg von Sachsen (1471–1539) ⚭ 1496 Barbara von Polen (1478–1534)                           | Markgraf Friedrich II. von Brandenburg (1460–1536) ⚭ 1479 Sofia Jagiellonka (1464–1512)             | Karl I. (1476–1536) ⚭ 1488 Anna von Sagan                                                           |
| Urgroßeltern                    | Herzog Heinrich der Fromme (1473–1541) ⚭ 1512 Katharina von Mecklenburg (1487–1561)     | Herzog Heinrich der Fromme (1473–1541) ⚭ 1512 Katharina von Mecklenburg (1487–1561)     | König Christian III. (1503–1559) ⚭ 1525 Dorothea von Sachsen-Lauenburg (1511–1571)      | König Christian III. (1503–1559) ⚭ 1525 Dorothea von Sachsen-Lauenburg (1511–1571)                            | Kurfürst Joachim II. (1505–1571) ⚭ 1524 Magdalene von Sachsen (1507–1534)                           | Kurfürst Joachim II. (1505–1571) ⚭ 1524 Magdalene von Sachsen (1507–1534)                           | Herzog Georg von Brandenburg-Ansbach (1484–1543) ⚭ 1525 Hedwig von Münsterberg-Oels (1508–1531)     | Herzog Georg von Brandenburg-Ansbach (1484–1543) ⚭ 1525 Hedwig von Münsterberg-Oels (1508–1531)     |
| Großeltern                      | Kurfürst August von Sachsen (1526–1586) ⚭ 1548 Anna von Dänemark (1532–1585)            | Kurfürst August von Sachsen (1526–1586) ⚭ 1548 Anna von Dänemark (1532–1585)            | Kurfürst August von Sachsen (1526–1586) ⚭ 1548 Anna von Dänemark (1532–1585)            | Kurfürst August von Sachsen (1526–1586) ⚭ 1548 Anna von Dänemark (1532–1585)                                  | Kurfürst Johann Georg von Brandenburg (1525–1598) ⚭ 1548 Sabina von Brandenburg-Ansbach (1529–1575) | Kurfürst Johann Georg von Brandenburg (1525–1598) ⚭ 1548 Sabina von Brandenburg-Ansbach (1529–1575) | Kurfürst Johann Georg von Brandenburg (1525–1598) ⚭ 1548 Sabina von Brandenburg-Ansbach (1529–1575) | Kurfürst Johann Georg von Brandenburg (1525–1598) ⚭ 1548 Sabina von Brandenburg-Ansbach (1529–1575) |
| Eltern                          | Kurfürst Christian I. von Sachsen (1560–1591) ⚭ 1582 Sophie von Brandenburg (1568–1622) | Kurfürst Christian I. von Sachsen (1560–1591) ⚭ 1582 Sophie von Brandenburg (1568–1622) | Kurfürst Christian I. von Sachsen (1560–1591) ⚭ 1582 Sophie von Brandenburg (1568–1622) | Kurfürst Christian I. von Sachsen (1560–1591) ⚭ 1582 Sophie von Brandenburg (1568–1622)                       | Kurfürst Christian I. von Sachsen (1560–1591) ⚭ 1582 Sophie von Brandenburg (1568–1622)             | Kurfürst Christian I. von Sachsen (1560–1591) ⚭ 1582 Sophie von Brandenburg (1568–1622)             | Kurfürst Christian I. von Sachsen (1560–1591) ⚭ 1582 Sophie von Brandenburg (1568–1622)             | Kurfürst Christian I. von Sachsen (1560–1591) ⚭ 1582 Sophie von Brandenburg (1568–1622)             |
| Dorothea von Sachsen            |                                                                                         |                                                                                         |                                                                                         | | | | | |